# Форт-Шевченко
Форт-Шевче́нко (каз. Форт-Шевченко) — город в Мангистауской области Казахстана, на полуострове Мангышлак (мыс Тюб-Караган).
Рядом находится порт Баутино на Каспийском море. Ранее существовали аэропорты местных авиалиний Форт-Шевченко и Баутино.

## История

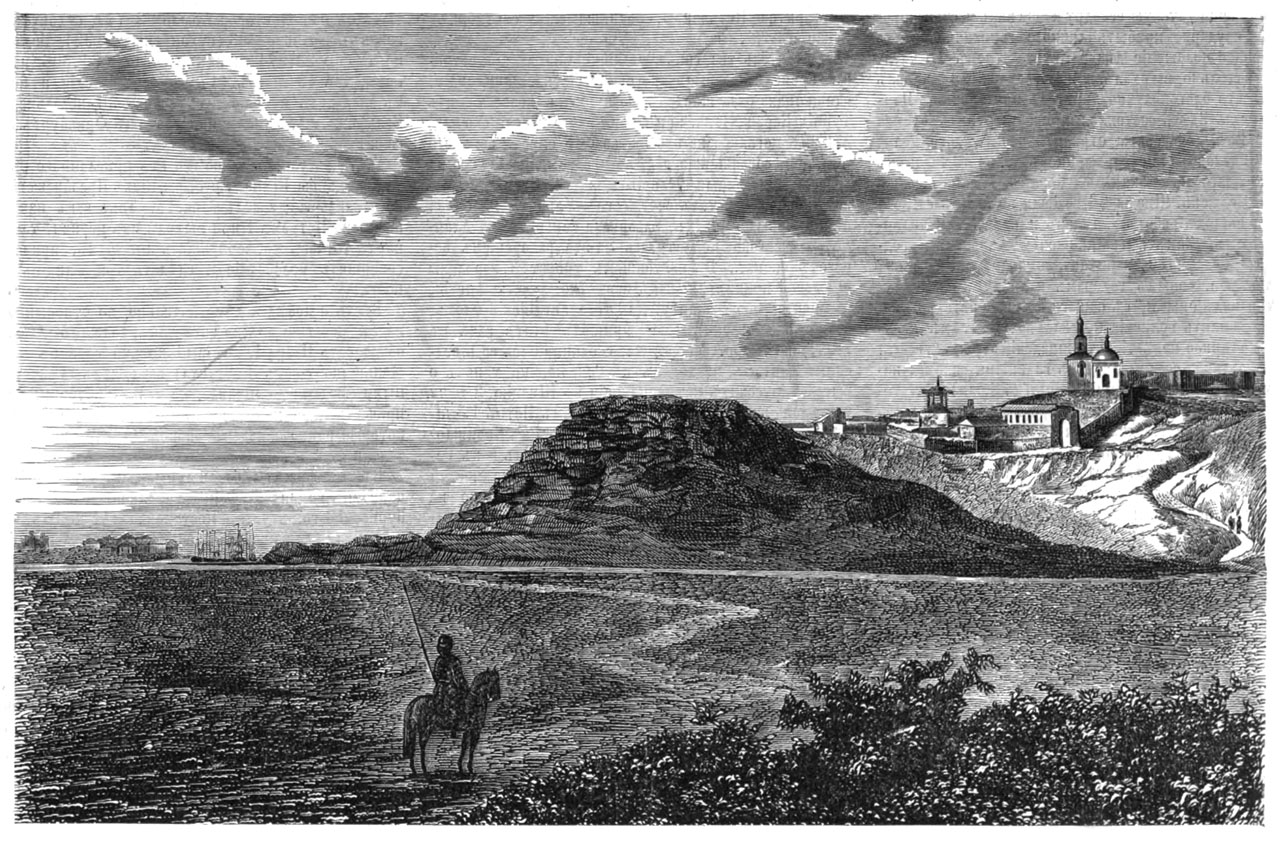
Форт Александровский (1870).
Рис. А. Н. Нисченкова с наброска П. П. Дорошина

С VIII века тут стояло небольшое поселение огузов. Прежнее название Кетік қала был портовым городом на Великом шёлковом пути, по маршруту через Каспий.
В 1717 году в ходе Хивинской экспедиции Александра Бековича-Черкасского была основана «Тук-Караганская» крепость Святого Петра (при мысе Тук-Караган) и оставлен в ней Пензенский полк, на полуострове Мангышлак, названная Петром Соковниным в честь Петра I и своего небесного покровителя.
В 1834 году при заливе Кайдак по приказанию Оренбургского губернатора Василия Перовского под руководством Григория Карелина было построено укрепление, названное Ново-Александровским. В 1846 году форт Ново-Александровск был перенесён на полуостров Мангышлак к крепости святого Петра, основанной в 1717 году, и переименован в Ново-Петровское.
В 1857 году Ново-Петровское было переименовано в Форт-Александровский. В 1850—1857 годах здесь находился в ссылке Т. Г. Шевченко, в честь которого город и носит современное название. В 1870 году форт был осаждён восставшими адаевцами, однако его небольшой гарнизон под начальством капитана Е. Н. Зеленина выдержал осаду до прибытия подкрепления. В 1882—1920 годах город Форт-Александровский был столицей Мангышлакского уезда.
В мае 1919 года близ Форт-Александровского произошло морское сражение между кораблями красной и англо-белогвардейской флотилий у северо-западного побережья полуострова Мангышлак. Крупнейшее сражение на Каспийском море во время Гражданской войны в России. В 1924 году был переименован в Форт-Урицкий (в честь М. С. Урицкого), в 1939 году в Форт-Шевченко.
В архивах сохранились все данные об этом первом поселении. Окружность укрепления составляла 620 саженей. Четыре бастиона и два полубастиона ограждали внешний вал. Была сооружена каменная засека. Все постройки представляли собой довольно внушительное зрелище.
14 сентября 1962 года Форт-Шевченко получил статус города областного подчинения.

## Герб
Герб форта Александровский утверждён 22 октября 1908 года вместе с другими гербами Закаспийской области.
В чёрном щите серебряная с чёрными швами крепость. В волнообразной лазоревой части щита две противопоставленные рыбы. В вольной части герб Закаспийской области.

## Достопримечательности
В городе находятся мемориальный музей Шевченко; краеведческий, этнографический музеи. Сохранились остатки крепости, памятник Шевченко, братская могила героев Гражданской войны. В городе построена единственная в Казахстане армянская часовня.
В двух километрах архитектурный комплекс XVI—XX веков; в 31 километре от города — некрополь Бейсенбай XVII—XIX веков.
На территории Форт-Шевченковской городской администрации находится стоянка Шахбагата (протолеваллуа-ашель), индустрия которой имеет сходство с орудиями олдувайской культуры, и стоянка Шахбагата (леваллуа-ашель I), индустрия которой соответствует среднему ашелю.

## Население
| 1939   | 1959    | 1970  | 1979  | 1989  | 1999  | 2009  |
| ------ | ------- | ----- | ----- | ----- | ----- | ----- |
| 10 175 | ↗11 393 | ↘9485 | ↘3363 | ↗3476 | ↗3624 | ↗4888 |
| 2021   |         |       |       |       |       |       |
| ↗8447  |         |       |       |       |       |       |

На начало 2019 года население города составило 6376 человек (3213 мужчины и 3163 женщины).